# Abronia gaiophantasma
Espèce
Statut de conservation UICN

 EN B1ab(iii) : En danger
Abronia gaiophantasma est une espèce de sauriens de la famille des Anguidae.

## Répartition
Cette espèce est endémique du département de Baja Verapaz au Guatemala. Elle se rencontre de 1 600 à 2 350 m d'altitude dans la Sierra de las Minas.

## Publication originale
- Campbell & Frost, 1993 : Anguid lizards of the genus Abronia: revisionary notes, descriptions of four new species, a phylogenetic analysis, and key. Bulletin of the American Museum of Natural History, no 216, p. 1-121 (texte intégral)